# Episodi di Casper (prima stagione)
La prima stagione della serie animata Casper andò in onda negli Stati Uniti d'America tra il 24 febbraio e il 18 maggio 1996.
| nº | Titolo inglese                  | Titolo italiano                    | Prima Tv USA     | Prima Tv Italia |
| -- | ------------------------------- | ---------------------------------- | ---------------- | --------------- |
| 1  | Spooking Bee                    | Lo spavento più spaventoso         | 24 febbraio 1996 |                 |
| 1  | Fugedabouit                     | Il fantasma malinconico            | 24 febbraio 1996 |                 |
| 1  | The Flew                        | L'influenza                        | 24 febbraio 1996 |                 |
| 2  | Paws                            | Il cucciolo                        | 2 marzo 1996     |                 |
| 2  | The Alphabet Song               | La canzone dell'alfabeto           | 2 marzo 1996     |                 |
| 2  | Is So Too                       | E invece sì                        | 2 marzo 1996     |                 |
| 3  | Legend of Duh Bigfoot           |                                    | 9 marzo 1996     |                 |
| 3  | The Ghostly Day                 |                                    | 9 marzo 1996     |                 |
| 3  | Invasion of the UGFO's          |                                    | 9 marzo 1996     |                 |
| 4  | Rocket Booster                  |                                    | 16 marzo 1996    |                 |
| 4  | A Really Scary Casper Moment    |                                    | 16 marzo 1996    |                 |
| 4  | The Day of the Living Casper    |                                    | 16 marzo 1996    |                 |
| 5  | Three Boos and a Babe           | 3 scapoli e un fantasmino          | 30 marzo 1996    |                 |
| 5  | The Whipstaff Inmates           | Gli abitanti di Whipstaff          | 30 marzo 1996    |                 |
| 5  | Elusive Exclusive               |                                    | 30 marzo 1996    |                 |
| 6  | Paranormal Press                |                                    | 20 aprile 1996   |                 |
| 6  | Another Spooky and Poil Moment  |                                    | 20 aprile 1996   |                 |
| 6  | Deadstock                       |                                    | 20 aprile 1996   |                 |
| 7  | Poil Jammed                     | Poil innamorata                    | 27 aprile 1996   |                 |
| 7  | The Who That I Am               | Io sono quello che sono            | 27 aprile 1996   |                 |
| 7  | A Picture Says a Thousand Words | Un quadro dice più di mille parole | 27 aprile 1996   |                 |
| 8  | Spooks, Lies and Videotapes     |                                    | 4 maggio 1996    |                 |
| 8  | Ghostfather                     |                                    | 4 maggio 1996    |                 |
| 9  | Rebel Without a Date            |                                    | 11 maggio 1996   |                 |
| 9  | Don't Bank on It                |                                    | 11 maggio 1996   |                 |
| 10 | Casper vs. the Ultimate Fan Boy |                                    | 18 maggio 1996   |                 |
| 10 | Field of Screams                |                                    | 18 maggio 1996   |                 |